# خورشیدگرفتگی ۱۰ اوت ۱۹۱۵
خورشیدگرفتگی ۱۰ اوت ۱۹۱۵ (به انگلیسی: Solar eclipse of August 10, 1915) یک خورشیدگرفتگی از نوع خورشیدگرفتگی حلقه‌ای است. این خورشیدگرفتگی در تاریخ ۱۰ اوت ۱۹۱۵ میلادی (‎۱۸ مرداد ۱۲۹۴ خورشیدی) روی داد که زمان اوج آن، ساعت ۲۲:۵۲:۲۵ به‌وقت ساعت هماهنگ جهانی بوده‌است. مدت زمان و طول این خورشیدگرفتگی ۱ دقیقه و ۳۳ ثانیه بود.